# Cécile Morrisson
Cécile Morrisson, née le 16 juin 1940 à Dinan, est une universitaire, historienne et numismate française spécialiste de l'Empire byzantin.

## Biographie
Cécile Morrisson a fait ses études supérieures à l'École normale supérieure de jeunes filles (1958-1963) avant d'obtenir l'agrégation d'histoire en 1962 puis son doctorat en histoire en 1968.
Elle est chargée de conférences à l’École pratique des hautes études (IVe section) de 1973 à 1978, chercheuse au Centre national de la recherche scientifique (CNRS) à partir de 1963 puis directrice de recherche émérite depuis 2000, directrice du département des Monnaies, médailles et antiques de la Bibliothèque nationale de France (BnF) de 1988 à 1990 et conseiller pour la numismatique byzantine à Dumbarton Oaks de 1998 à 2018. Elle est membre de la Société française de numismatique, membre honoraire de la Société roumaine de Numismatique (ro) et de la Société royale de numismatique de Belgique.
Membre correspondant de l’American Numismatic Society et de l’Istituto Siciliano di Studi Bizantini e Neoellenici "Bruno Lavagnini" (it) (Palerme), elle est également membre, puis présidente, du Comité français des études byzantines, de la Commission internationale de numismatique (en) (présidente entre 1991 et 1997) et secrétaire du Comité d’Archéologie du CNRS (1997-2000).
Membre d’honneur de l'Académie autrichienne des sciences (Vienne), membre correspondant de l’Académie d'Athènes et de la Medieval Academy of America, elle est élue, le 11 décembre 2015, membre de l'Académie des inscriptions et belles-lettres, au fauteuil de Jean Favier, après en avoir été membre correspondant depuis 2009.

## Principales publications
- Cécile Morrisson, Les Croisades, Paris : PUF, 1969
- Cécile Morrisson, Catalogue des monnaies byzantines de la Bibliothèque nationale, Paris, 1970
  - tome 1 : D'Anastase Ier à Justinien II (491-711)
  - tome 2 : De Philippicus à Alexis III (711-1204)
- Cécile Morrisson et Tommaso Bertelè, Numismatique byzantine suivie de deux éludes inédites sur les monnaies des Paléoloques, Wetteren, 1978
- Roger Guéry, Cécile Morrisson et Hédi Slim, Recherches archéologiques franco-tunisiennes à Rougga, Rome, 1982
  - tome 3 : Le trésor de monnaies d'or byzantines
- Cécile Morrisson, Claude Brenot, Jean-Noël Barrandon, Jean-Pierre Callu, J. Poirier et Robert J. Halleux, L'Or monnayé, tome 1 : Purification et altérations de Rome à Byzance, Paris, 1985
- Catherine Abadie-Reynal, Vassiliki Kravari, Jacques Lefort et Cécile Morrisson, Hommes et richesses dans l'Empire byzantin, vol. 1-2, Paris, 1989-1991
- Jean-Claude Cheynet, Cécile Morrisson et Werner Seibt, Sceaux byzantins de la collection Henri Seyrig, Paris, 1991
- Cécile Morrisson, La numismatique, Paris, 1992
- Cécile Morrisson, Monnaie et finances à Byzance, Aldershot: Variorum, 1994.  (ISBN 0-86078-401-0)
- Cécile Morrisson et Bernd Kluge, A Survey of Numismatic Research 1990-1995, Berlin, 1997
- Cécile Morrisson, Les Échanges au Moyen Âge: Justinien, Mahomet, Charlemagne; trois empires dans l'économie médiévale, Dijon, 2000
- Denis Feissel, Cécile Morrisson et Jean-Claude Cheynet, Trois donations byzantines au Cabinet des Médailles : Froehner (1925) ; Schlumberger (1929) ; Zacos (1998), Paris, 2001 (exposition organisée à l'occasion du XXe Congrès International des Etudes Byzantines à Paris, 16 juillet - 14 octobre 2001)
- Cécile Morrisson, Le Monde byzantin, tome 1 : L'Empire romain d'Orient: 330-641, Paris : PUF, 2004  (ISBN 2-13-052006-5)
  - traduit en italien : Cécile Morrisson, Silvia Ronchey et Tommaso Braccini, Il mondo bizantino, t. 1: L'impero romano d'Oriente (330-641), Einaudi, vol. 1-3, 2007-2013
- Jacques Lefort, Cécile Morrisson et Jean-Pierre Sodini, Les Villages dans l'Empire byzantin, IVe – XVe siècle, Paris, 2005
- Cécile Morrisson, Vladislav Popovic et Vujadin Ivaniševic, Les Trésor monétaires byzantins des Balkans et d'Asie Mineure (491-713), Paris, 2006
- Angeliki E. Laiou et Cécile Morrisson, The Byzantine Economy, Cambridge, 2007.  (ISBN 978-0-521-84978-4)
- Cécile Morrisson (et John William Nesbitt,Catalogue of Byzantine seals at Dumbarton Oaks and in the Fogg Museum of Art . 6: Emperors, patriarchs of Constantinople, addenda, Washington, DC, 2009
- Angeliki E. Laiou et Cécile Morrisson, Le monde byzantin. Byzance et ses voisins 1204 - 1453, tome 3: L'empire grec et ses voisins, XIIIe – XVe siècle, Paris, 2011
- Cécile Morrisson, Trade and Markets in Byzantium, Washington, DC, 2012
- Cécile Morrisson, Byzance et sa monnaie (IVe – XVe siècle). Précis de numismatique byzantine, suivi du catalogue de la collection Lampart, Paris, 2015
- Cécile Morrisson et Georg-D. Schaaf, Byzance et sa monnaie: IVe – XVe siècle: précis de numismatique byzantine, Paris, 2015

## Distinctions

### Décorations
- Chevalier de la Légion d'honneur[3].
- Chevalier de l'ordre national du Mérite[3].
- Commandeur de l'ordre des Palmes académiques[3].

### Récompenses
- Médaille de la Royal Numismatic Society (1994)
- Médaille de l’American Numismatic Society (1995)
- Médaille d'argent du CNRS  (1997)
- Derek Allen Prize (en) de la British Academy (1999)
- Médaille de la fondation Gunnar Holst (en), Göteborg (2014)